# Lovrin
Lovrin (in ungherese Lovrin, in tedesco Lowrin) è un comune della Romania di 3 669 abitanti, ubicato nel distretto di Timiș, nella regione storica del Banato.
Nel 2004 si sono staccati da Lovrin i villaggi di Gottlob e Vizejdia, andati a formare il comune di Gottlob, ed il villaggio di Tomnatic, divenuto a sua volta comune autonomo.